# Puy-l'Évêque
Puy-l'Évêque là một xã thuộc tỉnh Lot trong vùng Occitanie phía tây nam nước Pháp.